# Haifa
Haifa är Israels tredje största stad, belägen i norra delen av landet vid Medelhavet och är byggd på Karmelbergets sluttningar. Haifa var i biblisk tid känd som Sycaminum och under korstågen fanns här en viktig fästning. 
Staden är en viktig hamnstad och är ändpunkt för oljeledningen från Eilat. Här finns även ett universitet och en teknisk högskola samt flygplats.  Från kusten kan man ta sig uppför Karmelberget med en tunnelbergbana.
Omkring 82 procent av befolkningen är judisk och det finns en betydande minoritet av muslimer och kristna. På Karmelberget ligger Bábs helgedom och Bahá'ís världscenter som stod färdigt 2001, och är delar av världsarvet Bahá'ís heliga platser i Haifa och västra Galileen.

## Klimat
Haifa har medelhavsklimat med varma, torra somrar och kalla, regniga vintrar (Köppens system CSA). Medeltemperaturen på sommaren är 26°C och på vintern 12°C. Snö är sällsynt i Haifa, men temperaturer runt 3°C kan ibland förekomma, vanligtvis tidigt på morgonen. Luftfuktighet tenderar att vara hög under hela året, och regn inträffar vanligtvis mellan september och maj. Årsnederbörden är ungefär 629 mm.
|                                            | Jan   | Feb  | Mar  | Apr  | Maj  | Jun  | Jul  | Aug  | Sep  | Okt  | Nov  | Dec   |
| ------------------------------------------ | ----- | ---- | ---- | ---- | ---- | ---- | ---- | ---- | ---- | ---- | ---- | ----- |
| Normaldygnets maximitemperaturs medelvärde | 17    | 17,5 | 19,6 | 23,9 | 26,2 | 29,3 | 31,1 | 31,4 | 29,9 | 28,0 | 24,0 | 19,2  |
| Normaldygnets minimitemperaturs medelvärde | 8,9   | 8,7  | 10,5 | 13,6 | 17,2 | 20,6 | 23,0 | 23,6 | 21,7 | 18,5 | 14,1 | 10,9  |
|                                            |       |      |      |      |      |      |      |      |      |      |      |       |
| Nederbörd                                  | 124,9 | 95,2 | 52,8 | 23,6 | 2,7  | 0,1  | 0,0  | 0,0  | 1,2  | 28,0 | 77,8 | 135,5 |

| Diagram | temperaturer i °C • månadsnederbörd i mm • Källa: Hafia Airport Israel Meteorological Service | temperaturer i °C • månadsnederbörd i mm • Källa: Hafia Airport Israel Meteorological Service | temperaturer i °C • månadsnederbörd i mm • Källa: Hafia Airport Israel Meteorological Service | temperaturer i °C • månadsnederbörd i mm • Källa: Hafia Airport Israel Meteorological Service | temperaturer i °C • månadsnederbörd i mm • Källa: Hafia Airport Israel Meteorological Service | temperaturer i °C • månadsnederbörd i mm • Källa: Hafia Airport Israel Meteorological Service | temperaturer i °C • månadsnederbörd i mm • Källa: Hafia Airport Israel Meteorological Service | temperaturer i °C • månadsnederbörd i mm • Källa: Hafia Airport Israel Meteorological Service | temperaturer i °C • månadsnederbörd i mm • Källa: Hafia Airport Israel Meteorological Service | temperaturer i °C • månadsnederbörd i mm • Källa: Hafia Airport Israel Meteorological Service | temperaturer i °C • månadsnederbörd i mm • Källa: Hafia Airport Israel Meteorological Service | temperaturer i °C • månadsnederbörd i mm • Källa: Hafia Airport Israel Meteorological Service |
|         | 125 17 9                                                                                      | 95 18 9                                                                                       | 53 20 11                                                                                      | 24 14                                                                                         | 3 26 17                                                                                       | 0 29 21                                                                                       | 0 31 23                                                                                       | 0 31 24                                                                                       | 1 30 22                                                                                       | 28 19                                                                                         | 78 24 14                                                                                      | 136 19 11                                                                                     |

## Kända personer födda i Haifa
- Ralph Bakshi
- Aaron Ciechanover
- Amos Gitai
- Leila Khaled
- Shiri Maimon
- Hillel Slovak
- Gene Simmons
- Yochanan Vollach